# A Live Worship Experience
A Live Worship Experience — концертный альбом американской группы христианского рока Casting Crowns, выпущенный 13 ноября 2015 года на лейблах Beach Street Records и Reunion Records. Альбом был спродюсирован Марком А. Миллером.

## Отзывы
| Оценки критиков             | Оценки критиков |
| Источник                    | Оценка          |
| --------------------------- | --------------- |
| 365 Days of Inspiring Media | [ 1 ]           |
| CCM Magazine                | [ 2 ]           |
| The Christian Beat          | [ 3 ]           |
| Cross Rhythms               | [ 4 ]           |
| Jesus Wired                 | [ 5 ]           |
| New Release Today           | [ 6 ]           |
| Worship Leader              | [ 7 ]           |

Альбом получил в основном положительные отзывы от музыкальных критиков. 
В трёхзвёздочной рецензии CCM Magazine Мэтт Коннер пишет: «Это хорошо упакованный набор, который пробудит веру слушателя». Микайла Шрайвер, оценив альбом в четыре звезды от New Release Today, говорит: «Casting Crowns представили ещё один впечатляющий альбом… и его определённо стоит услышать». «Уязвимость и интимность, привнесённые в их музыку… во многом благодаря мощной подаче и подлинности песен Марка Холла… определённо достойное дополнение к их уже впечатляющему каталогу богоугодной музыки», — пишет Джереми Армстронг, оценивая альбом в три с половиной звезды.
Тони Каммингс, оценив альбом в девять из десяти баллов от Cross Rhythms, пишет: «Этот концертный сет поддерживает высочайшие стандарты группы и, кто знает, может стать ещё одним платиновым проектом для самых последовательных команд поклонения». Награждая альбом четырьмя звёздами на 365 Days of Inspiring Media, Джошуа Андре отмечает: «Волнующая и мотивирующая запись». Херб Лонгс, оценив альбом в четыре звезды на The Christian Beat, пишет: «Талант Casting Crowns в музыке, текстах и лидерстве создаёт невероятную атмосферу поклонения для слушателей». Оценив альбом в девять из десяти на Jesus Wired, Ребекка Джой говорит: «Casting Crowns создали ещё один основной альбом для поклонников христианской музыки».

## Список композиций
| №                   | Название                               | Автор(ы)                                     | Длительность |
| ------------------- | -------------------------------------- | -------------------------------------------- | ------------ |
| 1.                  | «At Calvary»                           | William R. Newell Daniel B. Towner           | 4:47         |
| 2.                  | «Good Good Father»                     | Pat Barrett Tony Brown                       | 6:19         |
| 3.                  | «Great Are You Lord»                   | Leslie Jordan Jason Ingram David Leonard     | 6:33         |
| 4.                  | «You Are the Only One»                 | Марк Холл [англ.] Blake Bollinger Matt Maher | 3:55         |
| 5.                  | «Here's My Heart»                      | Jason Ingram Chris Tomlin Louie Giglio       | 6:51         |
| 6.                  | «No Not One»                           | Christy Nockels Brandon Heath                | 4:22         |
| 7.                  | «Just Be Held»                         | Hall Matthew West Bernie Herms               | 3:45         |
| 8.                  | «The Well»                             | Hall West                                    | 4:56         |
| 9.                  | «Called Me Higher»                     | Jordan                                       | 4:30         |
| 10.                 | «Thoughts on Jesus, Friend of Sinners» | Hall                                         | 2:41         |
| 11.                 | «Jesus, Friend of Sinners»             | Hall West                                    | 5:38         |
| 12.                 | «Thrive»                               | Hall West                                    | 5:17         |
| Общая длительность: | Общая длительность:                    | Общая длительность:                          | 59:34        |

## Чарты
| Чарт (2015)                      | Высшая позиция |
| -------------------------------- | -------------- |
| США (Billboard 200)              | 53             |
| США (Billboard Christian Albums) | 3              |